# ريتشارد هايغ
ريتشارد هايغ (بالإنجليزية: Richard Haig)‏ (29 ديسمبر 1970 في المملكة المتحدة - ) هو مدرب كرة قدم ولاعب كرة قدم بريطاني في مركز الهجوم. لعب مع كارديف سيتي ونادي تون بينتري ونادي جامعة كارديف ميتروبوليتان ونادي ميرثير تيدفيل ‏.